# Tampa (Florida)
Tampa er en stor amerikansk by i Hillsborough County på Floridas vestkyst. Med sine 384.959 (2020) indbyggere er den Floridas tredjestørste by efter Jacksonville og Miami.
NFL-holdet Tampa Bay Buccaneers og NHL-holdet Tampa Bay Lightning holder til i byen.

## Ekstern henvisning
- Tampas hjemmeside (engelsk)

- Wikimedia Commons har flere filer relateret til Tampa